# Longitarsus laureolae
Longitarsus laureolae is een keversoort uit de familie bladkevers (Chrysomelidae). De wetenschappelijke naam van de soort werd in 1989 gepubliceerd door Biondi.